# 浄土江町
浄土江町（じょうどえちょう）とは、宮崎県宮崎市内の地名。檍地域自治区に属している。郵便番号は880-0876。2023年現在、居住はない。

## 地理
宮崎市中心部に位置し、檍地域自治区に属する。現在の町域のほぼ全域が宮崎学園中学校・高等学校のグラウンドであり、グラウンド外も駐車場用地のため居住がない。北を宮崎駅東1丁目、南西を堀川町、南東を昭和町と接する。
同地に所在する浄土江遺跡からは、須恵器・土師器を伴う竪穴建物が検出されている。
2004年（平成16年）、浄土江町の一部をもって宮崎駅東1丁目が成立している。

## 世帯数と人口
2023年（令和5年）7月1日現在の世帯数と人口は以下の通りである。
| 町丁     | 世帯数 | 人口 |
| -------- | ------ | ---- |
| 浄土江町 | 0世帯  | 0人  |

## 小・中学校の学区
市立小・中学校に通う場合、学区は以下の通りとなる。
| 町名           | 小学校             | 中学校             |
| -------------- | ------------------ | ------------------ |
| 浄土江町の一部 | 宮崎市立宮崎小学校 | 宮崎市立宮崎中学校 |
| 浄土江町の一部 | 宮崎市立檍小学校   | 宮崎市立檍中学校   |

## 施設
- 宮崎学園中学校・高等学校